# Ajpytos (syn Hippotoosa)
Ajpytos – król Arkadii, syn Hippotoosa. Postać z mitologii.

## Życie
Ajpytos objął władzę nad Trapezos po śmierci swego ojca Hippotoosa. Utracił on wzrok, gdy wbrew zakazowi wszedł do świątyni Posejdona. Za panowania Ajpytosa Orestes, syn Agamemnona, władcy Myken opanował znaczną część Arkadii. Zmarł zresztą w Oresteum w Arkadii ukąszony przez węża.
Następcą Ajpytosa został jego syn Kypselos.

## Rodowód
Ajpytos pochodził od Arkasa, syna Zeusa i Kallisto.